# Anosia taroena
Anosia taroena är en fjärilsart som beskrevs av Van Eecke 1915. Anosia taroena ingår i släktet Anosia och familjen praktfjärilar. Inga underarter finns listade i Catalogue of Life.